# 安大略水俣病
安大略省水俣病是一种由严重汞中毒引起的神经系统综合症。该病于1970年发生在加拿大安大略省严重影响了安大略省西北部的两个第一民族社区，原因是食用了受汞污染的当地鱼类。该病因日本水俣市渔民社区发生了一起臭名昭著的严重汞中毒事件而得名，因该病只殃及社区居民，故被称为水俣病。

## 汞污染源
1962年，德赖登化学公司开始在安大略省德赖登经营一家使用钠汞齐的氯碱加工厂。它生产的氢氧化钠和氯，在附近的德赖登纸浆造纸公司生产过程中被大量用于漂白纸张。这两家公司都是英国跨国公司RELX集团的子公司。德赖登化学公司将其污水直接排入瓦比贡-英吉利水系。德赖登化学公司将其污水直接排入瓦比贡-英吉利水系。1970年，该河系被发现存在广泛的汞污染，污染导致下游64公里的鱼群灭绝，50到60英里处的部分鱼类（狗鱼、江鳕和玻璃梭鲈）中体内含有汞的成分，即便距离工厂200英里处生活的鱼类的体内依然有汞。这次污染导致商业捕鱼业和一些与旅游业相关的企业被关闭。1970年3月26日，安大略省政府命令德赖登化学公司停止向该水系倾倒汞，该命令并未对该公司通过空气排放汞做出任何限制。据估计，1962年至1970年期间，该公司向瓦比贡-英吉利水系倾倒了9,000多公斤汞。向大气排放的汞的数量有增无减。1971年，工厂建立废料汞的处置场，并先后安装10个监测井。1975年10月该公司在氯碱工艺中停止使用钠汞齐；该公司于1976年关闭。
随着公司倒闭，惠好公司以及宝华特接手了德赖登化学公司的资产，其中就包括德赖登化学公司所放置的汞废料处理场。2009年宝华特申请破产保护，2011年的破产程序中，处理场经过法院批准废弃，法院认为惠好公司及宝华特公司有义务对处理场进行修复并监测当地水质提交报告以防污染渗透。虽然在之后经过长期关于赔偿者是谁的争论，不过在2019年，加拿大最高法院最终裁定惠好公司及后来被坚毅林产品公司收购的宝华特对清理汞废料处理场负有责任。
1983年，加拿大安大略省指导委员会（Canada-Ontario Steering Committee）曾发布过瓦比贡-英吉利水系的科学报告，报告认为汞污染了周围的河流和湖泊，如果不对汞进行清理，当地鱼类将会世代受到汞污染所带来的危害。除此之外，报告中提供了一种清理汞污染沉积物的一种方法。然而该省政府最终并未采取该项行动。

### 汞污染原理
当时，德赖登化学公司采用汞电解槽电解工艺（卡斯纳-凯耳纳法电解槽）作为氯碱技术。这种氯碱法利用氯离子在阳极成Cl2、钠与汞在阴极形成钠汞齐，在过程中电解槽会流失汞。如果任由汞随污水排在河里，这时河底的腐植酸会抑制汞形成硫沉淀物。硫酸还原细菌等微生物将汞甲基化，形成甲基汞。水中的甲基汞等有毒物质由藻类等自养生物带入食物链，这些藻类会作为食物被食物链中较高的鱼类、贝类吃掉，而鱼类等生物不仅可以吸收甲基汞，而且难以将其代谢出体外。这些鱼类所吸收的汞，随着它们年龄的增加而增加，出现生物累积。而当食物链中更高层的异养生物将这些鱼作为食物时，这些生物所累积的汞浓度将会高数十倍，产生生物放大作用。诸如人类的顶级掠食者将会面对更多来自汞的威胁。

## 水俣病与汞污染的影响

### 健康方面
甲基汞通过食物链进入人体后，开始对机体产生毒性作用。因为甲基汞是脂溶性化合物，容易通过消化道、呼吸道以及皮肤或黏膜吸收。当甲基汞进入血液后会与血红蛋白以及血浆蛋白结合，并由血液带往各个器官。在人体内代谢成为汞离子发挥其毒性作用。甲基汞具有高亲和性的特点，有效的肠循环会使其不易被排出，在人体内蓄积。甲基汞中毒的主要症状包括视觉、语言、听觉障碍，感觉异常、四肢乏力等。除了对人体直接产生影响外，当孕妇暴露于甲基汞时，她们腹中的胎儿更容易受到甲基汞的危害，影响胎儿的大脑及神经系统的成长，对胎儿的认知思维，记忆力，注意力，语言，精细运动技能也会产生影响。
20世纪60年代末，格拉西-纳罗斯和怀特多格第一民族的居民开始出现汞中毒症状。几位曾在日本参与研究水俣病的日本医生来到加拿大，调查这些人的汞中毒情况。相当多的人血液中的汞含量超过了100ppb，其他一些人则超过了200ppb。症状包括感觉障碍，如视野变窄、听力受损、眼球运动异常、震颤、共济失调（平衡能力受损）和构音障碍（语言表达能力差）。格拉西-纳罗斯和怀特多格第一民族在后来的25年中一直受到甲基汞带来的困扰，尤其是对生活方式及社会文化的破坏。不过社区中儿童血液所携带的甲基汞的年均峰值一直在减少，并且并没有发现因为汞所带来的临床异常。在21世纪，人们继续感受到汞污染对健康的影响，年轻人也是如此。怀疑有人不断倾倒泄漏的汞桶。在面对数十年汞带来的危害后，格拉西-纳罗斯地区的长者数量比其他地区原住民相比较少，也就意味着当地人的预期寿命较短。除此之外，相比于其他地区原住民，该地居民自杀念头和自杀企图报告数量更高，神经系统症状和失调的发生率也较高。

### 其他方面
与日本发生的水俣病不同，加拿大政府并没有对安大略水俣病作出官方诊断，德赖登化学公司与当地人的谈判也常常陷入僵局。污染发生后的几代人依然将瓦比贡-英吉利水系的河水作为饮用水，并且仍旧在该水系中的鱼类作为食物。然而当地人依然不得不面临商业捕捞以及旅游业的凋零使得就业减少的困境。而长者数量的减少也可能会导致传统价值观的丧失。

## 诉讼与和解
格拉西-纳罗斯第一民族社区及其下游邻居瓦巴辛蒙独立国（怀特多格地区）居民要求赔偿工作和生活方式的损失。1982年3月26日，加拿大向怀特多格地区原住民捐助220万美元，用于经济发展、社会和教育方案。怀特多格地区还于1983年1月与安大略省签署了一项解决办法。1984年7月27日，加拿大政府向格拉西-纳罗斯提供了440万加元，用于经济发展和社会服务发展与规划。
1985年，政府和两家公司（Reed Limited和Great Lakes Forest Products Ltd.）签署了一份协议备忘录，承诺一次性支付赔偿金。1986年，加拿大政府的《格拉西-纳罗斯和伊斯林顿第一民族汞污染索赔解决法》和安大略省政府的《瓦比贡-英吉利水系汞污染解决协议法》促进了位于安大略省凯诺拉的汞残疾基金（MDF）和汞残疾委员会的成立。联邦政府和省政府以及涉及的两家公司共支付了1,667万美元的协议备忘录补偿金。加拿大的出资额为275万加元。第一民族的协议备忘录补偿金的一部分（200万加元）被存入信托基金（当余额低于10万加元时，安大略省负责补充）。委员会负责管理该信托基金和福利机制。
然而，由于受到使用条件的限制，以及印第安保留地政府官僚主义的要求，社区成员很少看到这笔钱。与其他第一民族社区类似，联邦政府的《印第安人法》管理制度使部落理事会和酋长难以为其人民进行谈判。
2020年，经过多年的商议，渥太华与格拉西-纳罗斯与怀特多格达成协议，加拿大政府向每个社区提供1950万加元的资金用于满足设施建设及汞中毒居民的需求。这笔资金于2021-2022财政年开始流动，当地居民可以在家中接受治疗。